# Кубок Испании по футболу 2025/2026
Сезон 2025/26 станет 124-м розыгрышем в истории данного футбольного турнира, организуемого и проводимого Королевской испанской федерацией футбола (RFEF, исп. Real Federación Española de Fútbol). В турнире всего примут участие 120 клубов со всей Испании, включая Сеуту и Мелилью, а также Андорры (представлена одноимённым клубом). Победитель турнира напрямую квалифицируется в общий этап Лиги Европы УЕФА следующего сезона (2026/27). Также, обе команды, дошедшие до финала, получат места в розыгрыше Суперкубка Испании в 2027 году.
Титул обладателя Кубка Короля будет защищать «Барселона», обыгравший в финале прошлого сезона «Реал Мадрид» со счётом 3:2.

## Участники
30 июня 2025 года RFEF представила изменения в формате турнира. В 1/16 и 1/8 финала команды Суперкубка Испании будут выделены в отдельную корзину и сыграют с командами из низших дивизионов в обоих раундах.
| Раунд                 | Дата жеребьёвки | Дата матчей | Число матчей | Число команд | Детали формата |
| --------------------- | --------------- | ----------- | ------------ | --- | --- |
| Предварительный раунд |                 |             | 20           | 120 → 110 | Новые команды: Команды шестого по рангу дивизиона Испании Посев соперников: команды встречаются друг с другом по критерию расстояния. Формат раунда: Парные матчи на вылет. |
| Предварительный раунд |                 |             | 20           | 120 → 110 | Новые команды: Команды шестого по рангу дивизиона Испании Посев соперников: команды встречаются друг с другом по критерию расстояния. Формат раунда: Парные матчи на вылет. |
| Первый раунд          |                 |             | 55           | 110 → 55 | Новые команды: Все команды, которые квалифицировались, кроме участников Суперкубка Испании 2026 и победителя первого дивизион RFEF. Посев соперников: команды из низших лиг встречаются с командами из Ла Лиги исходя из критерии расстояния Посев домашних команд: Матчи будут проводиться на домашних стадионах команд из низших дивизионов. Формат раунда: Одиночный матч на вылет |
| Второй раунд          |                 |             | 28           | 56 → 28 | Новые команды: победитель первого дивизиона RFEF 2025/26. Посев соперников: Команды из низших лиг встречаются с командами из Ла Лиги. Посев домашних команд: Матчи будут проводиться на домашних стадионах команд из низших дивизионов. Формат раунда: Одиночный матч на вылет |
| 1/16 финала           |                 |             | 16           | 32 → 16 | Новые команды: Команды, участвующие в Суперкубке Испании 2026. Посев соперников: команды из низших дивизионов встречаются с командами Суперкубка и Ла Лиги соответственно. Посев домашних команд: Матчи будут проводиться на домашних стадионах команд из низших дивизионов. Формат раунда: Одиночный матч на вылет                                                                   |
| 1/8 финала            |                 |             | 8            | 16 → 8 | Посев соперников: команды из низших дивизионов встречаются с командами Суперкубка и Ла Лиги соответственно. Посев домашних команд: Матчи будут проводиться на домашних стадионах команд из низших дивизионов. Формат раунда: Одиночный матч на вылет |
| 1/4 финала            |                 |             | 4            | 8 → 4 | Посев соперников: по жребию Посев домашних команд: Матчи будут проводиться на домашних стадионах команд из низших дивизионов. Формат раунда: Одиночный матч на вылет |
| 1/2 финала            |                 |             | 2            | 4 → 2 | Посев соперников: по жребию Посев домашних команд: по жребию Формат раунда: Парные матчи на вылет. |
| 1/2 финала            |                 |             | 2            | 4 → 2 | Посев соперников: по жребию Посев домашних команд: по жребию Формат раунда: Парные матчи на вылет. |
|                       |                 | 1           | 2 → 1        | Один матч на стадионе «Олимпийский», Севилья. Обе команды квалифицируются в Суперкубок Испании 2027. Квалификация в Лигу Европы УЕФА: победитель квалифицируется в общий этап Лиги Европы УЕФА 2026/27. | |

Заметки
- Матчи, завершившиеся вничью, переходят в дополнительное время, а если счёт остался равным — решаются в серии пенальти.

## Клубы-участники
Следующие клубы получили право участвовать в розыгрыше (резервные команды не допускаются).
| Ла Лига 20 клубов прошлого сезона | Ла Лига 2 22 клуба прошлого сезона | Примера Федерасьон по 5 лучших клубов (не резервные) с каждой группы прошлого сезона                                                       | Сегунда Федерасьон по 5 лучших клубов (не резервные) с каждой группы прошлого сезона | Терсера Федерасьон | Кубок RFEF 4 полуфиналиста Кубка RFEF 2025                                                          | Региональные лиги |
| - Алавес - Атлетик Бильбао - Атлетико Мадрид - Барселона - Валенсия - Вильярреал - Жирона - Лас-Пальмас - Леганес - Мальорка - Осасуна - Райо Вальекано - Реал Бетис - Реал Вальядолид - Реал Мадрид - Реал Сосьедад - Севилья - Сельта - Хетафе - Эспаньол | - Альбасете - Альмерия - Бургос - Гранада - Депортиво Ла-Корунья - Реал Вальядолид - Кадис - Кастельон - Картахена - Кордова - Леванте - Малага - Мирандес - Овьедо - Расинг (Сантандер) - Расинг (Ферроль) - Реал Сарагоса - Спортинг (Хихон) - Тенерифе - Уэска - Эйбар - Эльденсе - Эльче | - Андорра - Антакера - Ибица - Культураль Леонеса - Мерида - Мурсия - Понферрадина - Сеута - Таразона - Унионистас - Химнастик (Таррагона) | - Авила - Аренас - Атлетико Антониано - Атлетико Балеарес - Гвадалахара - Европа - Касереньо - Лангрео - Логроньес - Логроньес - Малацитано - Навалкарнеро - Нумансия - Понтеведра - Райо Махадаонда - Реал Авилес - Сабадель - Сант-Андреу - Талавера - Теруэль - Торрент - Утебо - УКАМ Мурсия - Эстепона - Хувентуд Торремолинос | - Алькала - Атлетико Асторга - Атлетико Тордесильяс - Азуага - Валле де Эгьюэс - Саудаль Депортиво - Циеза - Сьюдад де Луцена - Констанция - Лорка Депортива - Мутильвера - Наксара - Оренсе - Побленсе - Португалете - Пуэнте Жениль - Реус - Рода - Самано - Сан-Фернандо - Тропесон - Хаэн - Эбро - Экстремадура | - будет определено позже - будет определено позже - будет определено позже - будет определено позже | - Альберите - Атлетик Сан Хуст - Атлетико Калатаюд - Атлетико Мелилья - Гетксо - Интер де Вальдеморо - Кампанарио - Лос Гаррес - Манисес - Сан-Хосе - Спортинг де Сеута - Юнкос - будет определено позже - будет определено позже - будет определено позже - будет определено позже - будет определено позже - будет определено позже - будет определено позже |